# Metamórfosi
Pour les articles homonymes, voir Metamorphosis.
Metamórfosi (en grec : Μεταμόρφωση), est un dème situé juste au nord d'Athènes dans la périphérie de l'Attique en Grèce. Il était connu avant 1957 sous le nom de Koukouvaounes (Κουκουβάουνες).

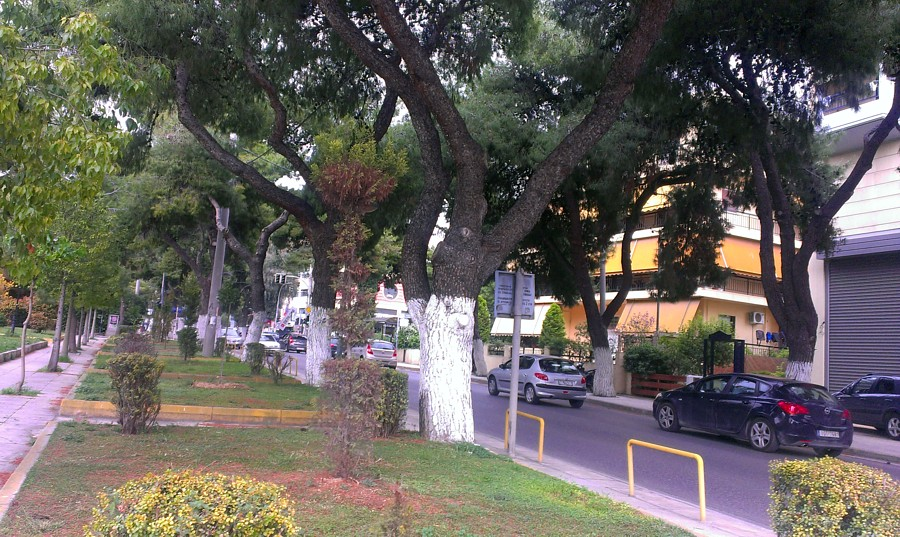
Di Odos Tatoiou

## Histoire
Un séisme toucha le dème le 7 septembre 1999 mais causa des dommages mineurs.

## Démographie
| Année | Population |
| ----- | ---------- |
| 1981  | 17 840     |
| 1991  | 21 052     |
| 2001  | 26 448     |